# Le Siècle des ombres

Le Siècle des ombres est une série de bande dessinée fantastique française. 
- Scénario : Éric Corbeyran
- Dessins : Michel Suro
- Couleurs : Luca Malisan

## Synopsis
1751. Sous la coupe du pape Benoît XIV, Abeau et Cylinia mûrissent leur projet d'éliminer Weltman, quitte à le poursuivre jusqu'en enfer...
Ce dernier, dissimulé sous le nom de baron Holbach, un esprit brillant résolument athée, a réuni sous son toit les plus grands penseurs de Paris pour célébrer son engagement au sein de l'Encyclopédie d'Alembert.
Ce même soir, il se voit dérober un bien qui lui est très précieux : un éclat de météorite.

## Autour de la série
Corbeyran et Suro quittent les terres de Roquebrune au XIIIe siècle (Le Clan des chimères) pour le Paris du XVIIIe et opèrent un bond de quelques siècles afin, expose le scénariste, « de découvrir comment Sandor G. Weltman, pourtant humaniste convaincu, est amené à devenir le génie du mal que l’on connaît. C’est ce revirement de personnalité qu'il m’intéressait de développer dans Le Siècle des ombres. »

## Album
1. La Pierre (2009)
2. L'Antre (2010)
3. Le Fanatique (2012)
4. La Sorcière (2013)
5. La Trahison (2014)
6. Le Diable (2015)

## Publication

### Éditeurs
- Delcourt (collection Machination) : tome 1 (première édition du tome 1)